# Janko Nilović
Janko Nilović, črnogorski pianist, aranžer in skladatelj grških korenin, * 20. maj 1941, Carigrad, Turčija. 
Objavil je veliko plošč produkcijske glasbe, sicer pa se ukvarja tudi s klasično glasbo, jazzom, funkom, popom, psihedelično in lahko glasbo. Od leta 1960 deluje in živi v Franciji.

## Življenjepis
Rodil se je 20. maja 1941 v Carigradu, črnogorskemu očetu in grški materi. Kot otrok se je učil klavirja, oboe in tolkal, konec 50. let 20. stoletja pa je ustanovil lastno rock and roll zasedbo. Leta 1960 se je preselil v Pariz, kjer je najprej deloval kot pianist v nočnih klubih, zatem pa se je pridružil triu grških glasbenikov, Les Doussis, s katerimi je igral kontrabas, kitaro in klaviature. Zasedba je snemala plošče za založbo Barclay Records, Nilović pa se je pričel uveljavljati kot aranžer in orkestrator za pop glasbenike in TV oddaje, nadaljeval pa je tudi z nastopanjem v jazz klubih.
Leta 1967 je skupaj s pevcem Davyjem Jonesom ustanovil založbo Ju Ju Records, zanj pa je ustvaril tudi serijo singlov. Njegovi aranžmaji so pritegnili pozornost Andreja Farryja, ustanovitelja založbe Éditions Montparnasse 2000 (MP 2000), ki mu je ponudil službo producenta. Nilović je ponudbo sprejel in začel z izdajanjem serije vinilnih plošč, med katerimi je bila tudi Psyc Impressions. Gre za ploščo, pri kateri je sodeloval Dave Sucky (pravo ime Louis Delacour).
V istem času, ko je produciral številne plošče produkcijske glasbe založbe MP 2000 pod skupnim naslovom Impressions, pogosto uporabljane v televizijskih dokumentarnih filmih, je deloval kot organist v pariški produkciji muzikala Lasje, člani zasedbe pa so sodelovali tudi na nekaterih njegovih posnetkih. Nilović je izdajal plošče tudi pri drugih založbah pod psevdonimoma Andy Loore in Johnny Montevideo. Sredi 70. let 20. stoletja je pričel delovati v Belgiji, kjer je produciral album Funky Tramway, ki spada med njegove najuspešnejše posnetke. Aranžiral je tudi skladbe Michela Jonasza in Gérarda Lenormana.
Konec 70. let 20. stoletja je končal sodelovanje z založbo MP 2000 in ustanovil lastno založniško podjetje ter se osredotočil na skladanje glasbe. Njegov vpliv je rasel, njegovo glasbo pa so pričeli kot sample uporabljati različni izvajalci hip hopa in drugih žanrov. Producent Dr. Dre je tako pri svoji skladbi "Loose Cannons" z albuma Compton uporabil precejšen del Nilovićeve skladbe "Underground Session". Producent No I.D. je Nilovićevo "In the Space" uporabil pri Jay-Z-jevi skladbi "D.O.A. (Death of Auto-Tune)", ki je izšla na albumu The Blueprint 3. Leto predtem je Danny! uporabil skladbo "Tapatapa" za skladbo "The Groove". Leta 2010 je Nilović osvojil Grammyja za rap pesem "D.O.A.(Death of Auto-Tune)", ki si ga je delil še s Shawnom Carterjem, Ernestom Wilsonom, Garyjem DeCarlom, Daleom Frashuerjem, Paulom Lenko in Daveom Suckyjem.
Nilović še vedno deluje v Parizu (leta 2019).

## Izbrana diskografija
- 1968 Maya Casabianca (Festival 66)
- 1968 Hommage a Monsieur Charlie Chaplin (Trema)
- 1968 Janko Nilović & Herve Roy (Telemusic)
- 1968 Janko Nilović, Raymond Guiot & Hervé Roy (Telemusic)
- 1969 Psyc Impressions (MP 2000)
- 1969 International Circus Band - Rande Parade de Cirque (Neuilly)
- 1969 Los Patos - Voodoo Ju Ju Obsession (Festival)
- 1971 Vocal Impressions (MP 2000)
- 1971 Janko Nilović & Pascal Auriat - Power (Briand)
- 1972 Pop Impressions (MP 2000)
- 1973 Supra Pop Impressions (MP 2000)
- 1973 Jazz Impressions 1 (MP 2000)
- 1973 Jazz Impressions 2 (MP 2000)
- 1974 Chorus (MP 2000)
- 1974 Rythmes Contemporains (MP 2000)
- 1974 Jouets Musicaux (MP 2000)
- 1974 Classical Phases (MP 2000)
- 1975 Soul Impressions (MP 2000)
- 1975 Percussions Dans L'espace (MSP 2000)
- 1975 Funky Tramway (Vogue)
- 1976 Un Couple Dans La Ville (MSP 2000)
- 1976 Super America (MSP 2000)
- 1976 Pop Shopin (MSP 2000)
- 1976 Star Cat Local Band directed by Janko Nilović (Cat Music)
- 1977 Concerto Pour Un Fou  (MP 2000)
- 1977 L'ensemble de Trombones de Paris performs Suite Balkanique & Double Concerto by Janko Nilović (Crystal)
- 1978 Un Homme Dans L'Univers (MP 2000)
- 1979 Histoires Sans Paroles (MP 2000)
- 1979 Un Piano Dans L'Ouest (MP 2000)
- 1979 Balkan Impressions (Selection)
- 1986 Musique Pour Films Muets (Crea Sound)
- 1990 Néobaroque Luxuriant  (FEF)
- 1990 Amoureux De Paris (1990)
- 1991 Extra Strong (FEF)
- 2016 Supra Hip Hop Impressions (Broc)
- 2020 Maze of sounds (kot Janko Nilovic & The Soul Surfers) (Broc)